# NGC 4945A
NGC 4945A is een balkspiraalstelsel in het sterrenbeeld Centaur. Het hemelobject werd op 29 april 1826 ontdekt door de Schotse astronoom James Dunlop.

## Synoniemen
- ESO 219-28
- PGC 45380